# 20355 Saraclark
20355 Saraclark è un asteroide della fascia principale. Scoperto nel 1998, presenta un'orbita caratterizzata da un semiasse maggiore pari a 2,2978779 UA e da un'eccentricità di 0,1448992, inclinata di 4,59143° rispetto all'eclittica.